# روابط عراق و فلسطین
روابط عراق و فلسطین به روابط میان جمهوری عراق و دولت فلسطین اشاره دارد. روابط میان مردم عراق و فلسطین به لحاظ نزدیک بوده است، همچنین سازمان آزادیبخش فلسطین بواسطهٔ پشتیبانی رژیم بعثی عراق در طول نیمه دوم قرن ۲۰، و بالعکس پشتیبانی سازمان در جنگ خلیج فارس از این رژیم، نشان از پیشینهٔ روابط دولت‌ها دارد. دولت فلسطین به همین ترتیب در اربیل سفارت و کنسولگری دارد، اما عراق در فلسطین سفارت ندارد.

## تاریخ
عراق در سال ۱۹۴۸ علیه دولت تازه تأسیس اسرائیل اعلام جنگ کرد. از آن‌زمان، روابط دو کشور همچنان خصمانه باقی مانده است. از آن زمان عراق به‌شدت از آرمان فلسطینیان حمایت کرده است. عراق در سالهای ۱۹۴۸ و ۱۹۶۷ ارتش‌هایی برای جنگ با اسرائیل ارسال کرد. عراق همچنین نیروهای خود را به پشتیبانی از نیروهای مسلح سوریه در جنگ یوم کیپور در سال ۱۹۷۳ اعزام کرد.
صدام به دلیل موضع ضد اسرائیلی، از احترام گسترده‌ای در کشورهای عربی برخوردار بود و از چندین سازمان چریک و مبارز فلسطینی حمایت کرده‌بود و در انتفاضه دوم، عراق به خانواده‌های کشته شدگان فلسطینی (از جمله بمب‌گذاران انتحاری) یارانه پرداخت می‌کرد. در سال ۱۹۹۱، ارتش صدام ۳۹ موشک اسکاد به سمت اسرائیل شلیک کرد. با این حال اسرائیل تلافی نکرد و از آن زمان دیگر اقدامی از سوی هر دو طرف انجام نشده است.
به گفته نویسنده انگلیسی نیگل اشتون، نخست‌وزیر اسرائیل، اسحاق رابین با ارسال پیامی به صدام حسین از طریق پادشاه حسین اردن خواستار دیدار او و صدام شد. رابین امیدوار بود که صلح با عراق ممکن است ایران و سوریه را به انجام همین کار ترغیب کند. رابین در تاریخ ۴ نوامبر سال ۱۹۹۵ ترور شد و ارتباط دولت‌ها پایان یافت. رابین پیش از این بر عملیات برمبل بوش نظارت داشت، برنامه‌ای ناموفق در سال ۱۹۹۲ برای ترور صدام با کماندوهای سایرت متکل.
ایاد علاوی، نخست‌وزیر سکولار و شیعهٔ اسبق عراقی در سال ۲۰۰۴ گفت که عراق اختلافات خود را با اسرائیل حل‌نخواهد کرد.
در جریان درگیری‌های اسرائیل و غزه در سال‌های ۲۰۰۸–۲۰۰۹، دولت فدرال عراق این حمله را محکوم‌کرد و اظهار داشت: «دولت عراق خواستار توقف عملیات نظامی است، زیرا زندگی غیرنظامیان بی‌مورد در معرض خطر قرار گرفته و از جامعه بین‌المللی تقاضا می‌کند که مسئولیت‌ها و اقدام‌های لازم برای جلوگیری از حمله را برعهده بگیرد». نخست‌وزیر وقت، نوری المالکی، از کشورهای اسلامی خواست روابطشان با اسرائیل را قطع کرده و به تمام «گفتگوهای مخفی و عمومی» به آن پایان‌دهند. همچنین علی سیستانی رهبر شیعیان عراق خواستار اقدام قاطع کشورهای عربی و مسلمان برای پایان‌دادن به حملات اسرائیل به غزه شده است. اگرچه او این عملیات را محکوم کرد، اما اظهار داشت که «با توجه به فاجعهٔ بزرگی که با آن روبرو هستند، حمایت صرفاً لفظی از برادرانمان معنایی ندارد.» پس از حمله ۲۰۱۰ به ناوگان غزه، یک مقام دولت عراق و نماینده مجلس خیرالله بصری (عضو ائتلاف دولت قانون نخست‌وزیر وقت، نوری المالکی)، این حمله را محکوم کرد و همچنین آن را «فاجعهٔ انسانی جدید» به عنوان «نقض حقوق بشر و نقض استانداردها و هنجارهای بین‌المللی» عنوان‌کرد. در ۱ ژوئیه ۲۰۱۲، نوری المالکی نخست‌وزیر وقت عراق گفت که عراق با همهٔ کشورهای عضو سازمان ملل متحد به‌جز اسرائیل روابط دیپلماتیک برقرار خواهد کرد. وی گفت که عراق هیچ کشوری را مورد تبعیض قرار نمی‌دهد اما ایده ایجاد هرگونه ارتباط فرهنگی، اقتصادی، نظامی یا سیاسی با دولت یهود را رد کرد. در جریان عملیات ستون دفاعی نوامبر ۲۰۱۲ در نوار غزه، نماینده عراق در اتحادیه عرب از کشورهای عربی خواست «از سلاح نفت استفاده کنند، تا فشاری واقعی بر ایالات متحده و هر کسی که کنار اسرائیل است وارد شود».